# ジョン・レーマン
ジョン・フランシス・レーマン・ジュニア（1942年9月14日 - ）は、アメリカ合衆国の政治家、投資銀行家、作家。ロナルド・レーガン政権で第65代海軍長官を務め、海軍の600隻体制の構築を推進した。2003年から2004年にかけては、一般には9.11調査委員会と呼ばれるアメリカ同時多発テロ事件に関する国家調査委員会（National Commission on Terrorist Attacks Upon the United States）の一員であった。その際アメリカ新世紀プロジェクトが起案した複数の政策文書に署名した。

## 学歴及び家系
1942年9月14日にペンシルベニア州フィラデルフィアで、生産技術者・海軍退役軍人であるジョン・F・レーマン・シニアとコンスタンス（クルーズ）の間に誕生した。ラサールカレッジハイスクールを卒業し、1964年にセントジョセフ大学で国際関係論の学士号、ケンブリッジ大学のゴンヴィル・アンド・キーズ・カレッジで学士号（後に修士号に昇格した）ならびにペンシルベニア大学で修士号及び博士号を取得した。
グレース・ケリー（モナコ公国公妃）のいとこの子（いとこおい）であり、グレース王女の後に設立され、演劇・ダンス・映画の分野において才能豊かな新人を支援するための公共慈善団体であるグレース王女賞（Princess Grace Foundation-USA）の会長である。モナコ大公レーニエ3世の葬儀にはアメリカ代表団を率いて参列した。家族と共にペンシルベニア州バックス郡及びマンハッタンに居住している。古くからの共和党員である。「権力は腐敗する。絶対権力は少しはましだ（Power corrupts. Absolute power is kind of neat.）。」という言葉で知られる。

## 軍歴
ケンブリッジ大学入学中に3年間務めた空軍予備役を1968年に除隊し、アメリカ海軍予備役に少尉として入隊、その後、海軍飛行士官としてA-6イントルーダーの爆撃/航法士を務め、中佐まで昇任した。また、ヘンリー・キッシンジャーの下で、アメリカ国家安全保障会議のスタッフとして勤務した。さらにユービーエスAG銀行で勤務したこともある。
1977年にノースロップ社などの防衛企業をクライアントとするバビントン・コーポレーションというコンサルティング会社を設立し、ロナルド・レーガンによって海軍長官に任命される1981年までその取締役社長を務めていた。

### 海軍長官
1981年にレーガン大統領によって第65代海軍長官に任命され、600隻艦隊構想を発表した。38歳という若さで海軍長官になったため、将官たちとの間に厳しい駆け引きが見られた。異例だったのは、海軍長官に就任中も海軍予備役の中佐として軍役を続けたということである。レーマンが起案したソビエト連邦による西ヨーロッパへの侵攻を阻止するための戦略構想は「レーマン・ドクトリン」と呼ばれた。その計画はヨーロッパにロシア人が侵攻を開始したならば、その前線で防御することよりも、太平洋から極東のソ連を攻撃・侵攻することを重視するものであった。侵攻した兵力はシベリア鉄道を分断しながらモスクワに向けて西に推進することになっていた。
ヘドリック・スミスの著書である「ザ・パワー・ゲーム」によれば、レーマンは空母の計画数削減に関してペンタゴンでW・ポール・セイヤ国防副長官との論戦に敗北した。するとセイヤーの決定をまだ知らされていないホワイトハウスに直ちに向かい、レーガン大統領がエイブラハム・リンカーンとジョージ・ワシントンの2隻の空母の命名を行ったという報道発表を行って、事実上レーガンが「600隻艦隊構想」を支持したことにしてしまった。レーマンはリッコーヴァーの退職に関与したとも言われている。1987年に海軍長官を辞任した。そして1989年に海軍予備役大佐に昇任し、その後30年間の予備役士官としての勤務を終えて海軍を退役した。

## その後の経歴
2004年現在は株式投資会社のJ・F・レーマン・アンド・カンパニー及びハワイ・スーパーフェリーの会長であり、OAOテクノロジー・ソリューション株式会社の取締役会長でもある。さらに第1フィラデルフィア市騎兵隊（First Troop Philadelphia City Cavalry）の名誉会員でもある。2005年現在はアメリカ新世紀プロジェクト・ヘリテージ財団・外交政策研究所・安全保障政策センター・現在の危険に関する委員会など、世論に対して重大な影響力を持つ数々の保守派シンクタンクの会員となっている。
2002年に9.11調査委員の職を終えた後、ブッシュ政権においてセキュリティ関連ポストに指名されるのではないかと言う憶測が流れた。そのポストの候補には、中央情報局長官・国家情報長官・国防長官（ドナルド・ラムズフェルドが辞任した場合）などが挙げられていた。しかしながら、これらの憶測は、現実のものとはならなかった。 
2016年現在はグレース王女賞の会長であり、オプセイル（OpSail）財団法人の取締役でもある。またペンシルベニア大学工学部の監督委員会の一員であり、ラサールカレッジハイスクールの理事でもある。1987年以降はボール社の取締役を務めている。また、アメリカの国家安全保障と外交政策に関する超党派的組織である「安全なアメリカのためのパートナーシップ（Partnership for a Secure America）」の諮問委員でもある。
2012年6月26日にアメリカ海軍協会の会議及びイギリスのポーツマスで行われたスピーチにおいて、レーガン政権は1982年のフォークランド紛争の間にイギリスの空母であるエルメス及びインヴィンシブルのいずれかに損害が生じた場合には、その代替として強襲揚陸艦イオー・ジマを派遣する計画であったことを明らかにした。この暴露はイギリスでは話題になったが、アメリカでは海軍協会を除き話題になる事が無かった。

## ちなみに
現在は安全保障政策センター（Center for Security Policy, CSP）の国家安全保障諮問委員及び外交政策研究所（Foreign Policy Research Institute, FPRI）の評議員を務めている。また2008年アメリカ合衆国大統領選挙においてはジョン・マケイン上院議員、2012年アメリカ合衆国大統領選挙においてはミット・ロムニーの顧問を務めた。

### 著作物
- On Seas of Glory: Heroic Men, Great Ships, and Epic Battles of the American Navy
  - Winner of the 2003 Samuel Eliot Morison Award for Naval Literature[15][16]
- Making War: The 200-Year-Old Battle Between the President and Congress Over How America Goes to War
- America the Vulnerable: Our Military Problems and How to Fix Them
- Oceans ventured : winning the Cold War at sea. New York: W. W. Norton. (2018)
- "The Executive, Congress, and Foreign Policy: Studies of the Nixon Administration" (New York: Praeger, 1974).
- Command of the Seas: Building the 600 Ship Navy
  - Winner of the 1989 Samuel Eliot Morison Award for Naval Literature[15][16]

### レーマンの業績に関する研究成果
Oceans ventured
- Zakheim, Dov S. (Autumn 2018). “Lehman's maritime triumph”. Naval War College Review 71 (4):  141–146.